# Yaksu (métro de Séoul)
Yaksu (en coréen : 약수역) est une station de correspondance entre la ligne 3 et la ligne 6 du métro de Séoul. Elle est située dans l'arrondissement de Jung-gu à Séoul en Corée du Sud.

## Situation sur le réseau

Plan du réseau (2023)

## Services aux voyageurs

### Desserte

#### Station ligne 3

Installations
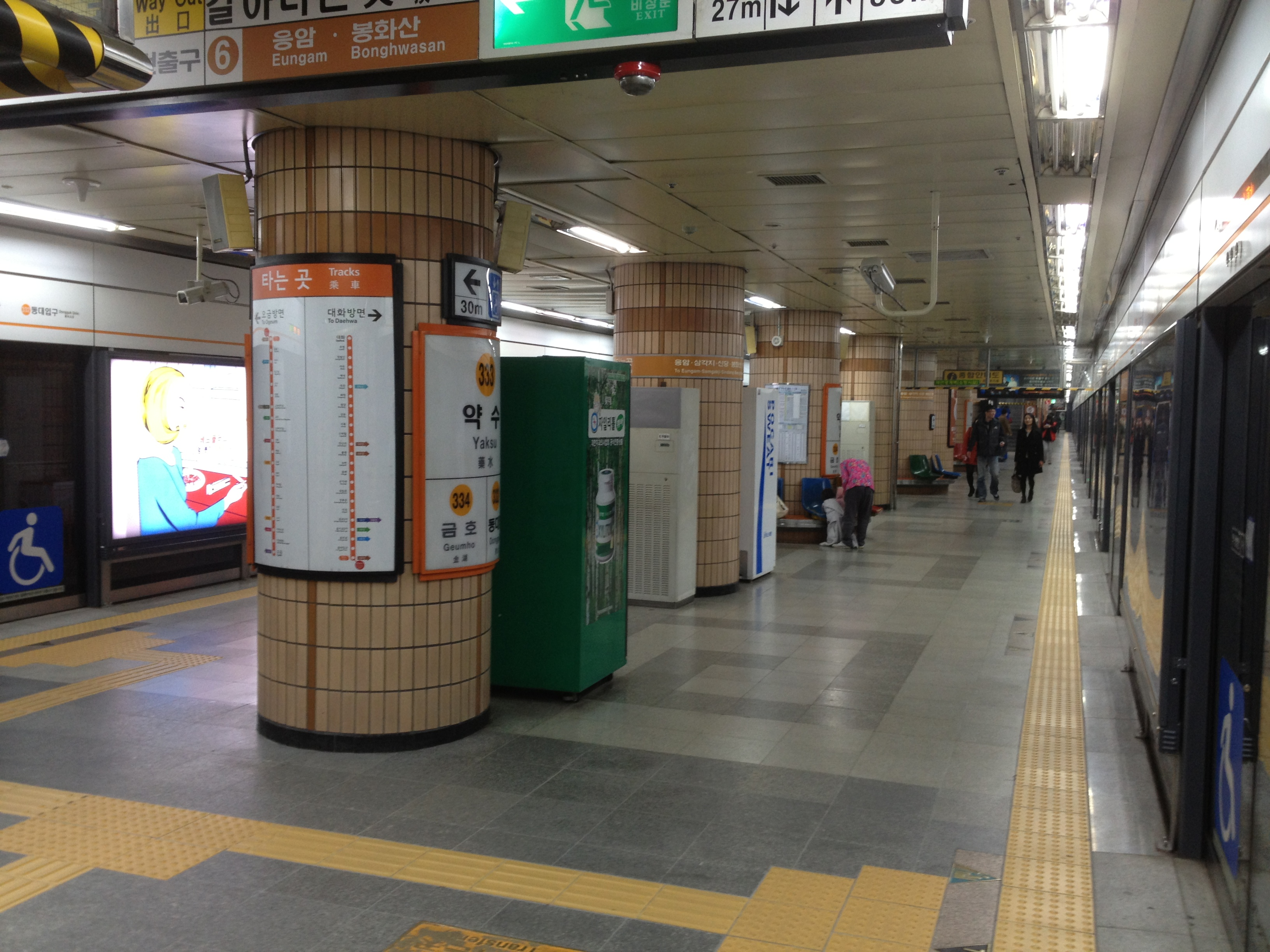
En 2012.
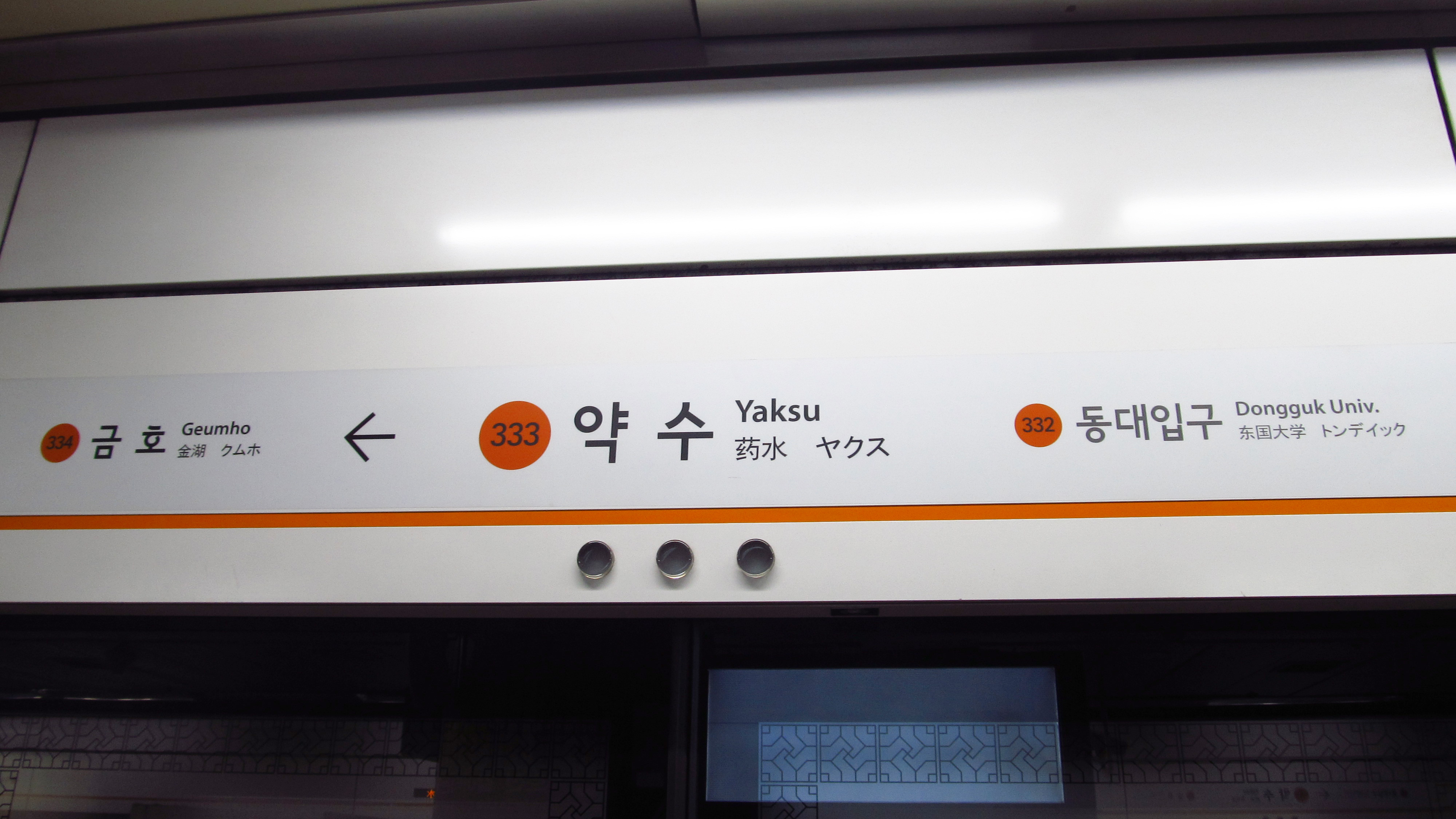
En 2018.
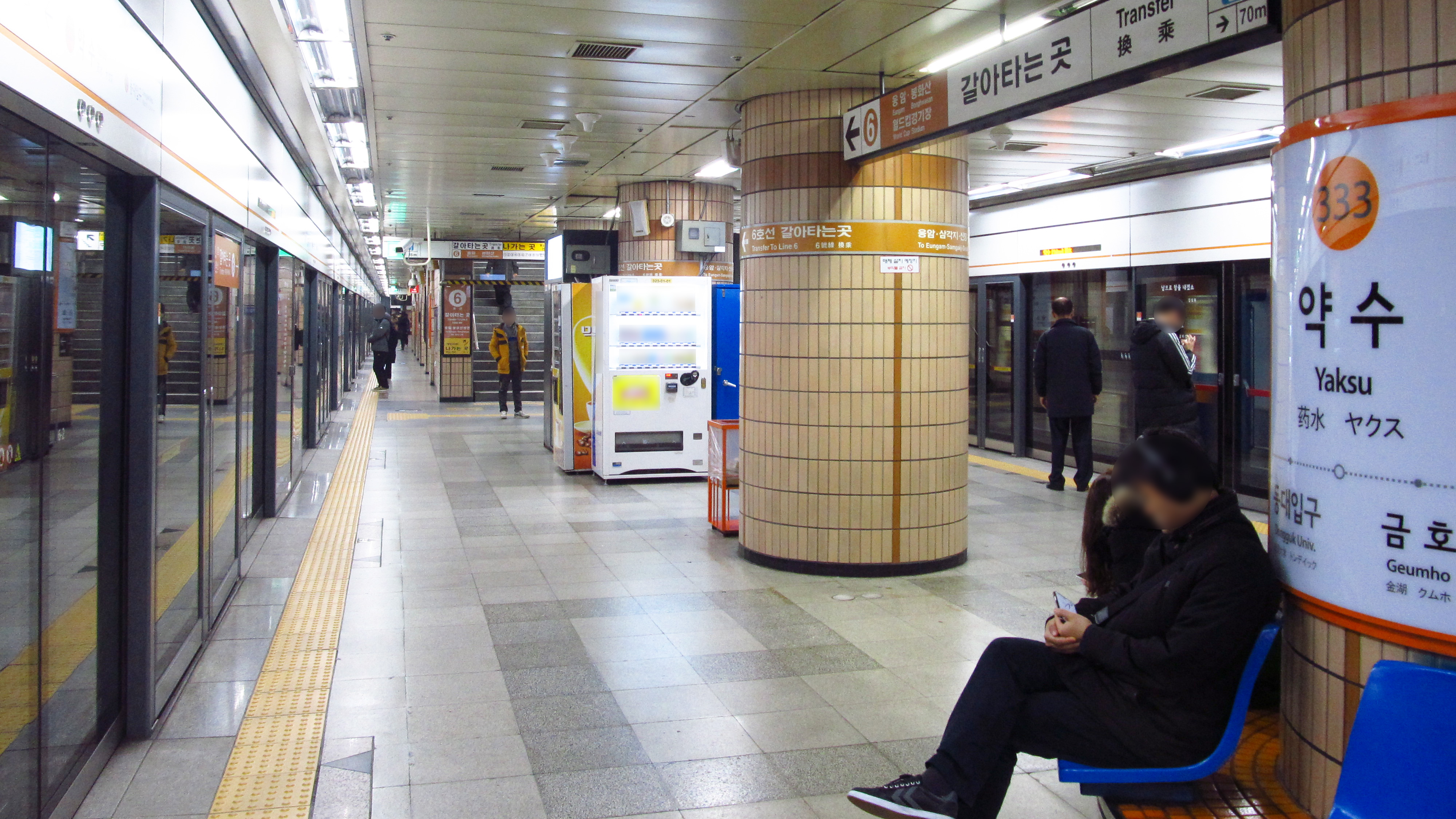
En 2018.

#### Station ligne 6

Installations
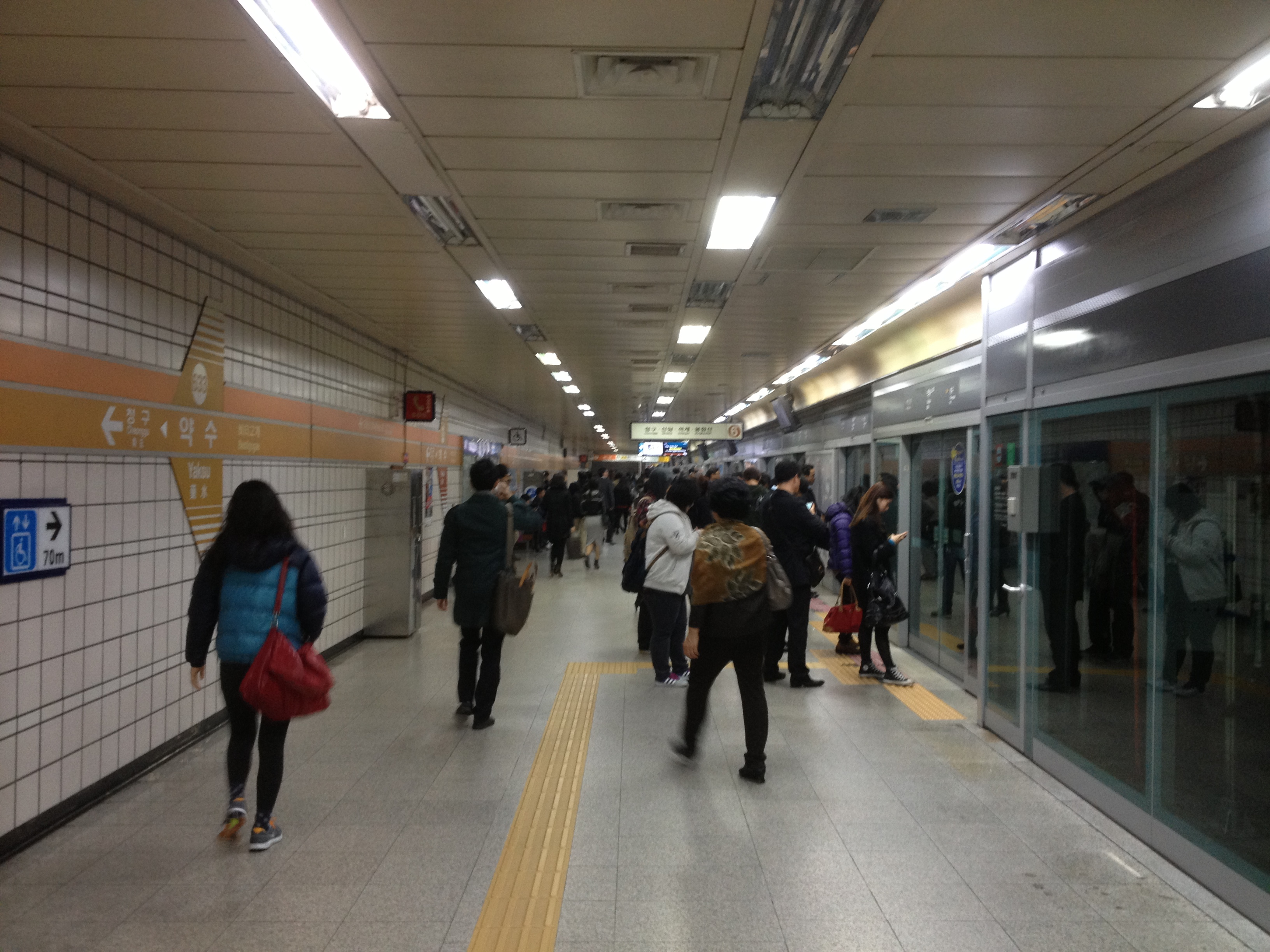
En 2012.
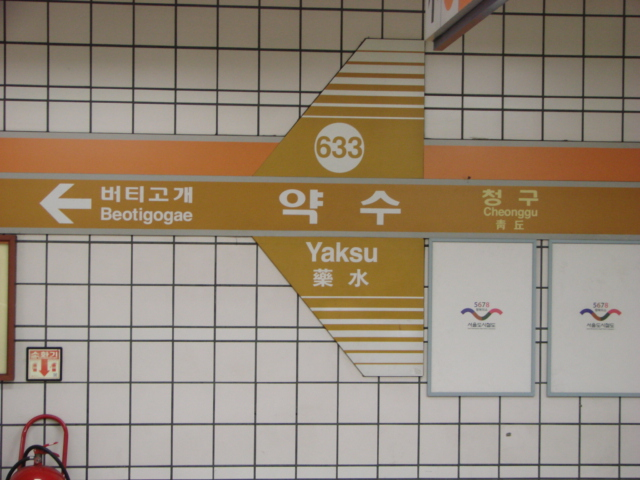
En 2009.
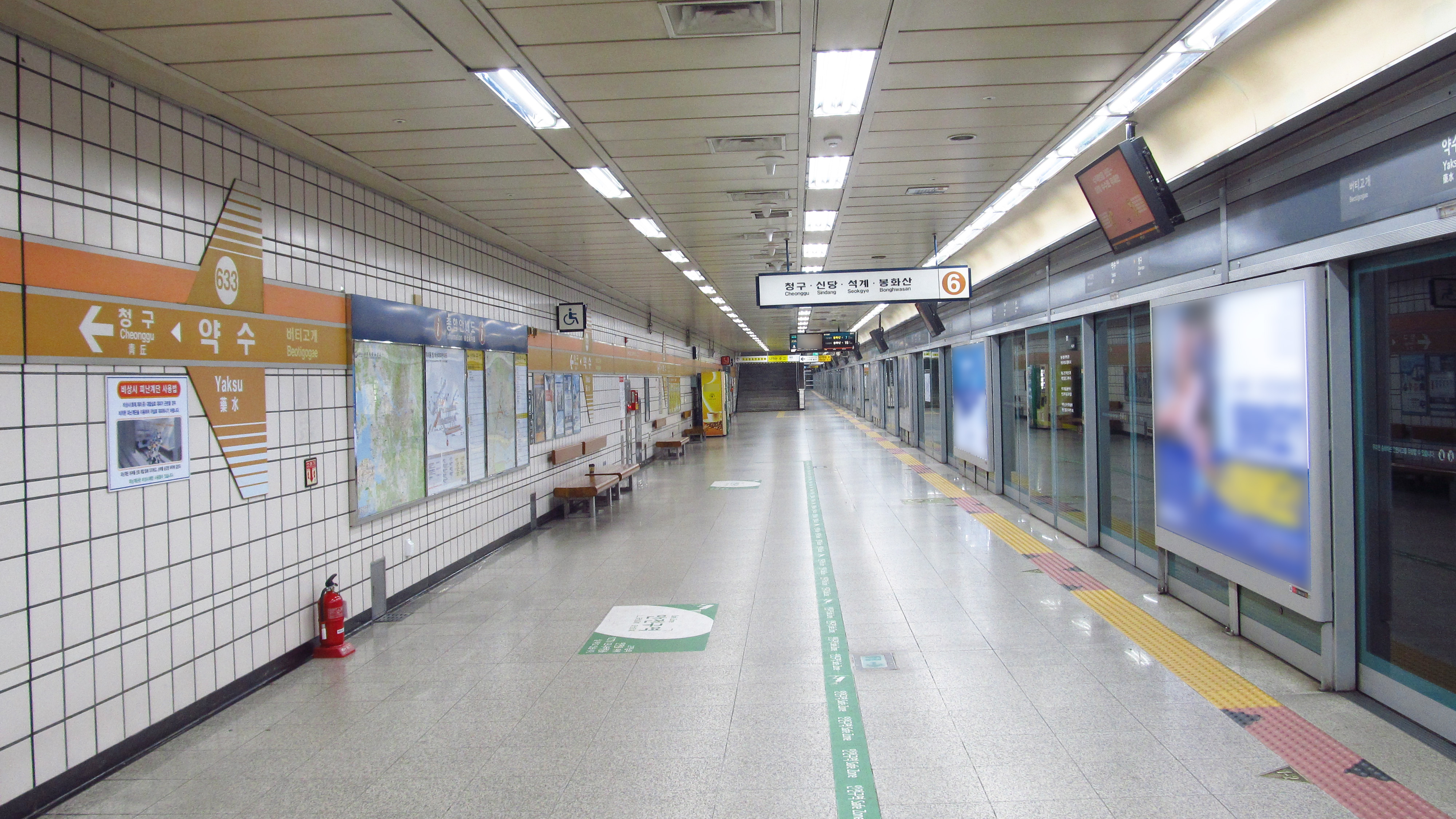
En 2018.